# Joanne Brigden-Jones
Joanne Brigden-Jones (Mona Vale, 19 d'abril de 1988) és una esportista australiana que va competir en piragüisme en la modalitat d'aigües tranquil·les, guanyadora d'una medalla de bronze al Campionat Mundial de Piragüisme de 2011, en la prova de K2 200 m.

## Palmarès internacional
| Campionat Mundial | Campionat Mundial | Campionat Mundial | Campionat Mundial |
| Any               | Lloc              | Medalla           | Competició        |
| ----------------- | ----------------- | ----------------- | ----------------- |
| 2011              | Szeged ( Hongria) | 3                 | K2 200 m          |